# 郭顯宏
郭顯宏（Kwok Hin-wang，1891年—1961年10月2日）是一名香港商紳、慈善家，早年於航運業發展，代理大型輪船公司在港事務。

## 生平
郭顯宏祖籍廣東南海，1902年來港，1910年畢業於皇仁書院，後加入英印鴨家輪船公司（Apcar Lines）工作。第一次世界大戰爆發後，他轉到大阪商船擔任華經理，1916年辭職創辦顯發公司，經營船務及保險代理生意，與川崎汽船（"K" Line）合作緊密，擔任其香港總代理太平洋行華經理，負責拓展航線和貨運服務。除了航運業務外，他亦有從事股票經紀業務，其公司亦曾承包廣東省政府建設局的運輸工程。
郭顯宏愛好游泳，1934年至1939年擔任華人游泳會（華人會）主席，該會曾於北角和七姊妹設有泳棚，舉辦水藝會和不同游泳比賽。他亦愛好賽馬，曾協助打理粉嶺馬會（軍地馬場）和澳門賽馬會，亦在戰前和戰後擁有「九月十七」、「快雀」兩駒。快雀曾贏得1953年廣東讓賽盃冠軍。他於大坑道的西式大宅「勤屋」在1928年落成，勤屋於1962年清拆，1968年重建成勤屋樓。
香港日治時期，他於1942年被日本軍政府委任為銅鑼灣區區長，負責管理公共衛生、配給糧食和調查人口等工作。戰後，他出席香港軍事法庭為日軍在港戰爭罪行作證。
戰後，他創辦中國航運有限公司。1952年，他在赤柱的顯瓊別墅落成。他多次救濟香港受災災民，捐助學校建設、助學貧童。郭顯宏於1961年逝世，享年70歲，殯禮由好友謝雨川略述生平，家人將賻金全數捐出作慈善用途，他安葬於香港仔華人永遠墳場。郭歷任鐘聲慈善社永遠榮譽社長、南海商會永遠名譽會長、郭氏宗親會永遠名譽會長、聖約翰救傷隊委員、那打素醫院委員、香港航海學校委員等等。

## 家庭
郭顯宏父親名郭文慈，妻子名鍾瓊玉。郭顯宏長子郭熹良是香港聖公會牧師，曾為基督教輔僑出版社幹事及聖彼得小學校長。次子郭炘良在美國定居，是一名抽象派畫家。女兒名為郭蘭芳、郭潤芳。